# Кирил Глигоров (революционер)
 Тази статия е за дееца на ВМРО.  За президента на Република Македония вижте Киро Глигоров.  
Кирил Глигоров (Григоров) Келешов, наречен Келеша, е български революционер, деец на Вътрешната македонска революционна организация.

## Биография
Роден е през 1903 година в Щип, тогава в Османската империя. Произлиза от бедно семейство и рано се включва във ВМРО.
По нареждане на Иван Михайлов Кирил Глигоров убива Стоян Мишев на 30 декември 1924 година пред прага на къщата му в Щип. На път за България е предаден в кочанското село Костин дол. След кратка престрелка е арестуван и затворен в щипския затвор. Разстрелян е от сръбски жандармеристи на 30 август 1925 година.

## Памет
На Кирил Григоров е наречена улица в квартал „Факултета“ в София (Карта).